# Two Man Sound
Two Man Sound fue una agrupación belga de género pop formada en la década de 1970. Su estilo era una combinación de géneros musicales, incluyendo principalmente estilos brasileños como la samba y la bossa nova.
Entre sus éxitos se encuentran "Capital Tropical", "Charlie Brown" y un registro de carácter latinoamericano denominado "Disco Samba". Charlie Brown tuvo un éxito arrollador en Bélgica e Italia. El medley "Disco Samba" se convirtió en un gran éxito a nivel europeo en la década de 1980, con repetidos de hit-listados en los eurocharts desde 1983 hasta 1986. La canción de samba "Que Tal América" se convirtió en un himno discotequero en Norteamérica.
Si bien el grupo ha interpretado canciones en distintos idiomas como en inglés, francés, flamenco o neerlandés, portugués con la canción titulada «Disco Samba» y español, es en este último donde lanzaron su éxito musical más reciente, y que llevó por título “Coco Loco” a principios de los años 1990.

## Integrantes
- Lou Deprijck
- Sylvain Vanholmen
- Yvan Lacomblez

## Discografía
- 1972 - Rubo Negro (Pink Elephant)
- 1973 - Vini Vini (Pink Elephant)
- 1976 - Charlie Brown (WEA Music)
- 1977 - Oye Come Va (WEA Music)
- 1978 - Disco Samba (Vogue) distribuido por JDC Records
- 1979 - Que Tal America (Vogue)
- 1980 - Two Man Sound (Vogue)
- 1990 - The Best of... (CD, Ariola Records)